# 군사비

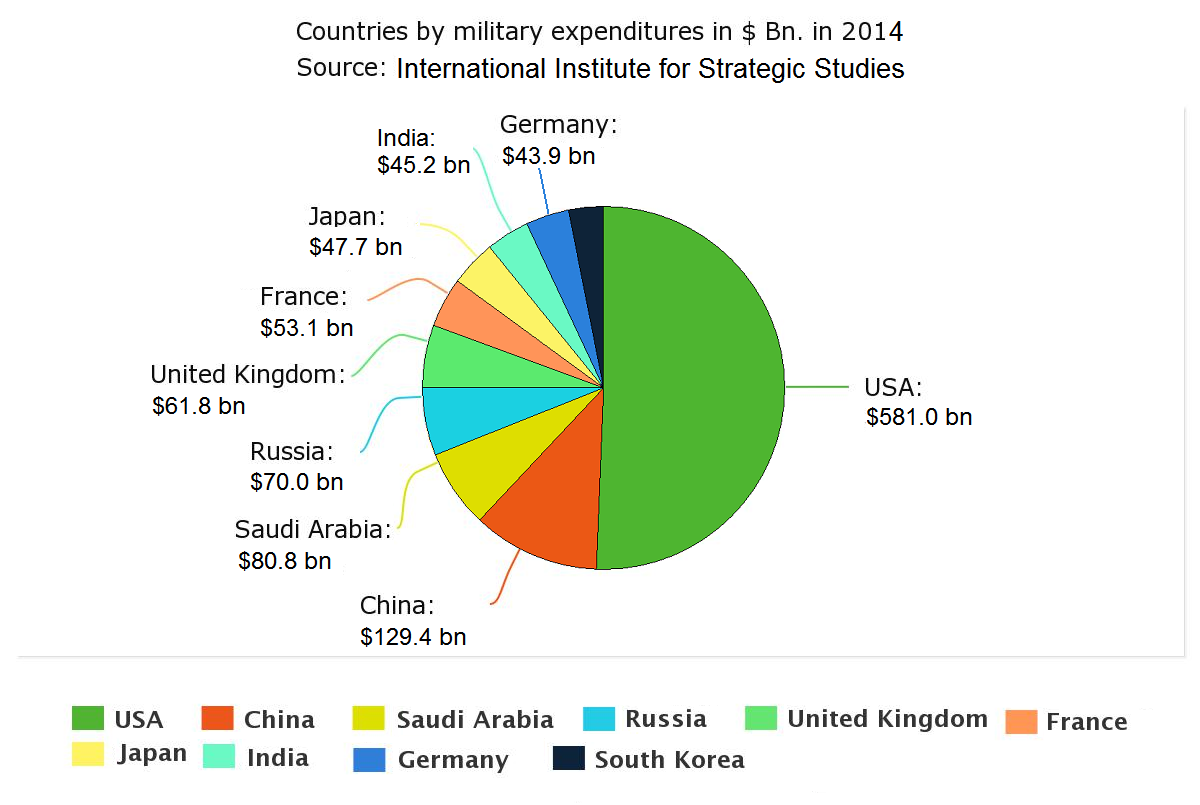
2014년 10억 미국 달러 단위 기준 최상위 군사비 지출 10개국 (국제 전략 연구소)

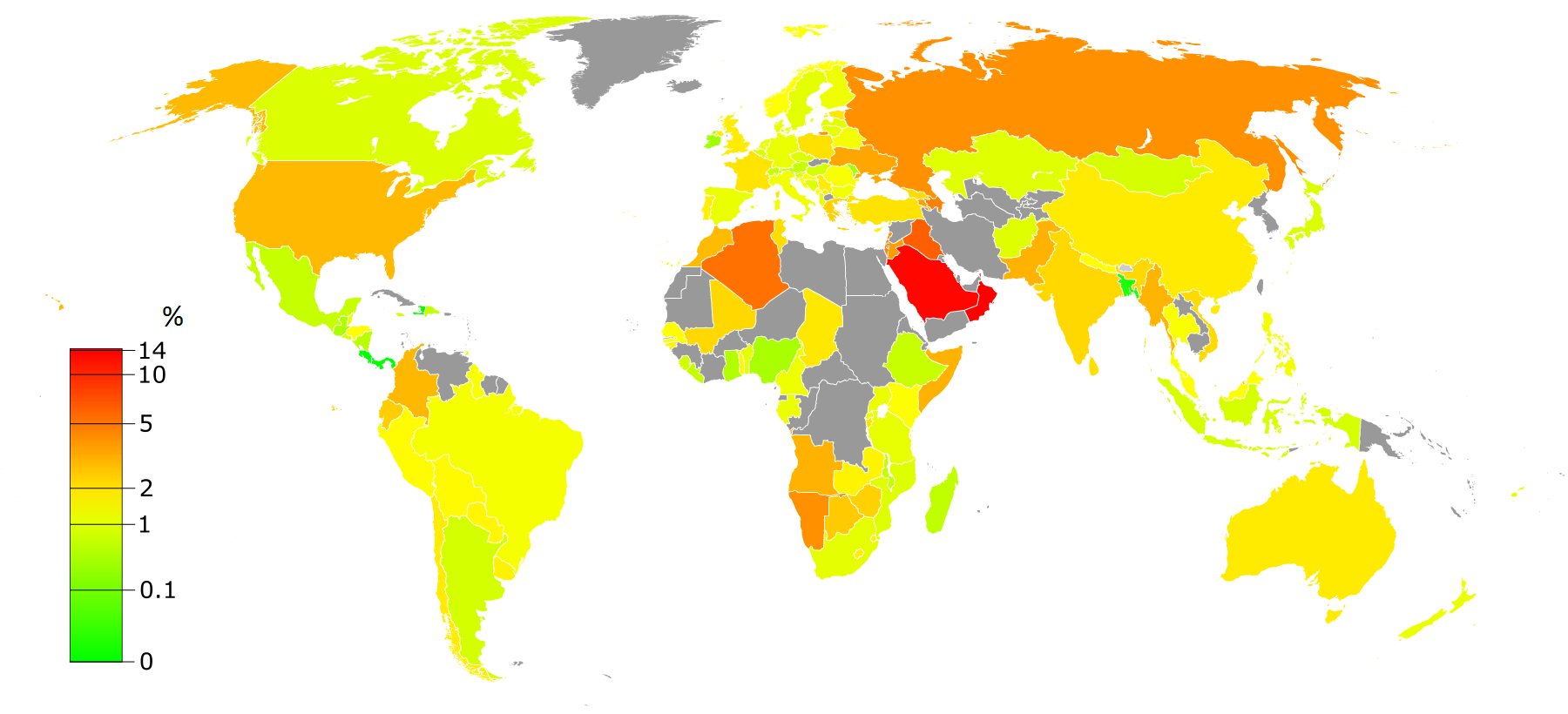
나라별 GDP 대비 군사비 비율을 나타낸 지도 (2015년).

군사비(軍事費)는 군사력을 유지하고 증강하기 위해 국가가 사용하는 돈이다.
군사비는 국가를 향한 위협의 가능성을 국가가 얼마나 강하게 느끼고 있는가, 또는 국가가 원하는 공격성의 정도를 반영하기도 한다. 또, 앞으로의 회계 연도에 얼마나 많은 조달 자금이 제공되어야 하는지에 대한 개념을 제공하기도 한다. 예산의 규모는 군사 활동에 투자하는 국가의 능력을 반영하기도 한다. 요인에는 국가 경제의 규모, 해당 실체에 대한 기타 금융 수요, 해당 실체의 정부나 사람들이 관련 군사 활동에 투자하려는 의지가 포함된다. 일반적으로 군사비에서 제외되는 것은 내부 법 집행, 장애 참전용사 사회 복귀에 쓰이는 비용이다.
군사비가 국가 경제, 사회에 미치는 영향, 그리고 군사비를 결정하는 대상은 정치학과 경제학에서 잘 알려진 문제들이다. 이러한 주제들과 관련하여 비평적인 이론들이 있다. 일부 사람들은 군사비가 일반적으로 지역 경제의 부양책이라고 주장한다. 그러나 다른 사람들은 군사비가 발전에 지연 요소로 작용한다고 이야기한다.
해마다 4월은 세계군축행동의 날(GDAMS)이 행해지며 사람들을 모아 정부가 군사비를 음식, 교육, 의료, 사회 서비스, 환경 문제와 같은 인간의 필수적인 요구에 재할당하도록 설득하는 세계적인 운동을 행한다.
세계 최대 군사비를 지출하는 국가들 가운데에는 중화인민공화국, 프랑스, 독일, 일본, 러시아, 영국, 미국 등 강대국들이 거론된다.
스톡홀름 국제평화연구소에 따르면 2014년 세계 총 군사비는 1.8조 US$에 달한다.

## 같이 보기
- 군사비 지출에 따른 나라 목록
- 양심적 군사비 납세 거부
- 군수산업